# Reggiana Calcio a 5
La Reggiana Calcio a 5 A.S.D. è stata la principale squadra di calcio a 5 di Reggio Emilia, nata nel 2005 dall'unione di Reggio Emilia Calcio a 5 e Polisportiva Giemme. La società si è sciolta alla fine della stagione 2013-14.

## Storia
La società è il risultato della fusione delle due più prestigiose formazioni reggiane di calcio a 5, avvenuta nell'estate del 2005: la Associazione Polisportiva Giemme che già disputava il campionato di Serie A2 nel momento della fusione, ed il Reggio Emilia Calcio a 5 che partecipava al campionato di Serie B nazionale.
Dalle due società, la neonata Reggiana eredita il palmarès che comprende una Coppa Emilia vinta dal Reggio nel 2001; una Coppa Italia di Serie B nel 2003 ed una di Serie A2 nel 2004 vinte dalla Giemme.
Nella stagione 2006-07 la Reggiana disputa il campionato nazionale di Serie A2. Al termine della stagione 2007-2008, con 30 punti su 26 incontri, la Reggiana è finita nei play-out per evitare la retrocessione, ha abbandonato la serie A2 dopo essere stata sconfitta al primo turno dall'Atletico Teramo per 1-3 5-1. La formazione, alla prima stagione di serie B, nel gennaio 2009 ha subito centrato la vittoria nella Coppa Italia di categoria, battendo in finale la Licogest Vibo.
Nella stagione 2010-11 la squadra sfiora la promozione in Serie A2 chiudendo il campionato a un solo punto dalla capolista Toniolo Milano. I play-off promozione non regalano maggiori soddisfazioni e la squadra è eliminata nelle semifinali dal Forlì. Nella Coppa Italia di categoria perde la finale di Roma contro i padroni di casa della Canottieri Lazio.
La squadra si migliora la stagione successiva, vincendo il girone C della Serie B e ritornando quindi in Serie A2 dopo quattro anni dall'ultima apparizione. Per sostenere il gravoso impegno economico della categoria superiore, nel giugno 2012 la società unisce le forze con l'Arena Calcio a 5, società di Montecchio Emilia giunta terza nello stesso girone di Serie B, mantenendo inalterati il titolo sportivo, la denominazione e i colori sociali.
La società si è sciolta alla fine della stagione 2013-14.

## Statistiche e record

### Partecipazioni ai campionati
| Livello | Categoria | Partecipazioni | Debutto   | Ultima stagione |
| ------- | --------- | -------------- | --------- | --------------- |
| 2º      | Serie A2  | 5              | 2005-2006 | 2013-2014       |
| 3º      | Serie B   | 4              | 2008-2009 | 2011-2012       |

## Palmarès
- Coppa Italia di Serie B: 1

2008-09
- Campionato di Serie B: 1

2011-12

## PalaBigi
La Reggiana disputava le proprie gare interne al Palazzo dello sport “Giulio Bigi” detto amichevolmente PalaBigi di via Guasco, Reggio nell'Emilia. Lo storico impianto che vede protagonista anche la Pallacanestro Reggiana ha una capienza di 3800 posti e si trova in prossimità del centro storico della città emiliana.

## Organigramma
- Presidente: Gianluigi Manfredini
- Presidente Onorario: Umberto Giovanetti
- Direttore Generale: Fabio Benigno
- Direttore Sportivo: Marco Gazzini

## Rosa 2013-14
| N° | Naz.                | Ruolo      | Sportivo                   | Anno |  |  |
| -- | ------------------- | ---------- | -------------------------- | ---- |  |  |
|    | Italia (bandiera)   | Portiere   | Andrea Baravelli           | 1994 |  |  |
| 1  | Brasile (bandiera)  | Portiere   | Felipe Chemin Freire       | 1990 |  |  |
| 12 | Italia (bandiera)   | Portiere   | Federico Delmonte          | 1990 |  |  |
|    | Italia (bandiera)   | Portiere   | Luca Vezzani               | 1996 |  |  |
| 8  | Italia (bandiera)   | Centrale   | Ferdinando Giardino        | 1985 |  |  |
|    | Brasile (bandiera)  | Centrale   | Pedro Guerra               | 1986 |  |  |
| 4  | Italia (bandiera)   | Laterale   | Cristian Amarante          | 1991 |  |  |
| 7  | Brasile (bandiera)  | Laterale   | Rafael "Rafinha" Caregnato | 1990 |  |  |
|    | Italia (bandiera)   | Laterale   | Lorenzo Cianci             | 1994 |  |  |
| 10 | Brasile (bandiera)  | Laterale   | Eduardo "Dudù" Costa       | 1987 |  |  |
|    | Italia (bandiera)   | Laterale   | Gregorio Firmani           | 1994 |  |  |
|    | Italia (bandiera)   | Laterale   | Simone Mariani             | 1995 |  |  |
|    | Italia (bandiera)   | Laterale   | Nicolas Migliaccio         | 1988 |  |  |
| 6  | Italia (bandiera)   | Laterale   | Angelo Senese              | 1993 |  |  |
|    | Italia (bandiera)   | Laterale   | Niccolò Sestili            | 1992 |  |  |
|    | Giappone (bandiera) | Laterale   | Ryosuke Takahashi          | 1989 |  |  |
|    | Italia (bandiera)   | Universale | Alessandro Gallinica       | 1984 |  |  |
|    | Algeria (bandiera)  | Universale | Zakaria Semache            | 1994 |  |  |
| 9  | Brasile (bandiera)  | Pivot      | Jean Carlos Cividini       | 1988 |  |  |
|    | Italia (bandiera)   | Allenatore | Nunzio Checa               | 1972 |  |  |

## Società costituenti

### Polisportiva Giemme

#### Palmarès
- Coppa Italia di Serie A2: 1

2003-04
- Coppa Italia di Serie B: 1

2002-03
- Campionato di Serie B: 1

2002-03

### Reggio Emilia Calcio a 5
L'Associazione Sportiva Dilettantistica Reggio Emilia Calcio a 5 è una squadra di calcio a 5 proveniente dal Reggio Emilia.
Nel 2005 si è fusa e ha formato un'unica società.